# Crocidura mindorus
Crocidura mindorus är en däggdjursart som beskrevs av Miller 1910. Crocidura mindorus ingår i släktet Crocidura och familjen näbbmöss. IUCN kategoriserar arten globalt som otillräckligt studerad. Inga underarter finns listade i Catalogue of Life.
Denna näbbmus förekommer endemisk på Mindoro som tillhör Filippinerna. Den lever i kulliga områden och i bergstrakter mellan 325 och 1920 meter över havet. Några individer hittades i ursprungliga skogar. Allmänt är artens levnadssätt okänt.